# Renata Bourbonská
Renata Bourbonská (1494 – 26. května 1539, Nancy) byla sňatkem lotrinskou vévodkyní.

## Život
Renata se narodila jako dcera Gilberta z Montpensier a jeho manželky Kláry Gonzagové.
Renata vyrůstala se svými sestřenicemi, francouzskými princeznami. 26. června 1515 se v jednadvaceti v Amboise provdala za o pět let staršího lotrinského vévodu Antonína. Manželství domluvil francouzský král František. Ten Antonínovi slíbil za ženu francouzskou královnu vdovu, Marii Tudorovnu, když si však Marie vybrala jiného manžela, František ji nahradil Renatou.
Její vstup do Nancy byl popsán v kronice. Do Nancy dorazila z Bar-le-Duc na počátku května 1516. Nejdříve se krátce před městem zastavila ve vesnici Laxou. Poté, co si užila velkolepý šestihodinový piknik, přijela k branám Nancy, kde ji čekal sbor, který zpíval na její počest, doprovázený dělovou palbou z hradeb.
Vévodkyně Renata údajně neměla takovou povahu, aby v Lotrinsku uplatňovala jakýkoli politický vliv. Proslavila se však svým kultivovaným italským vkusem a říkalo se, že do Lotrinska přinesla "půvaby a vytříbenost mantovského dvora". Rozkvět umění, ke kterému došlo v Nancy za vlády Antonína, byl připisován jí.
V srpnu 1538 byla povolána ke dvoru v Compiègne, kde se setkala s nizozemskou místodržitelkou Marií Habsburskou. V březnu 1539 odcestovala do Neufchâteau, aby se setkala s Antonínem, který měl žaludeční potíže a vrátili se do Nancy. Renata zemřela 26. května 1539 ve věku asi 45 let v Nancy na úplavici.

## Potomstvo
Za necelých 24 let manželství Renata porodila šest dětí:
- František I. Lotrinský (1517–1545), budoucí lotrinský vévoda, ⚭ 1541 Kristina Dánská (1521–1590)
- Anna Lotrinská (1522–1568)
- Mikuláš Mercoeurský (1524–1577), vévoda z Mercœur
⚭ 1549 Markéta z Egmontu (1517–1554)
⚭ 1555 Johana Savojská (1532–1568)
⚭ 1569 Kateřina Lotrinská (1550–1606)
- Jan (1526–1532)
- Antonín (*/† 1528)
- Alžběta (*/† 1530)